# Kilyana bicarinatus
Espèce
Kilyana bicarinatus est une espèce d'araignées aranéomorphes de la famille des Zoropsidae.

## Distribution
Cette espèce est endémique du Queensland en Australie. Elle se rencontre dans la forêt d'État de Bulburin.

## Description
La carapace du mâle holotype mesure 5,52 mm de long sur 4,24 mm et l'abdomen 4,88 mm de long sur 2,80 mm. La carapace de la femelle paratype mesure 5,70 mm de long sur 4,31 mm et l'abdomen 5,64 mm de long sur 1,06 mm.

## Publication originale
- Raven & Stumkat, 2005 : Revisions of Australian ground-hunting spiders: II. Zoropsidae (Lycosoidea: Araneae). Memoirs of the Queensland Museum, vol. 50, p. 347-423 (texte intégral).